# Río Mattaponi
El río Mattaponi es un afluente del estuario del río York de 165,8 km en el este de Virginia en los Estados Unidos.

## Historia
Históricamente, el río Mattaponi ha sido conocido por una variedad de nombres y grafías alternativas, incluidos Mat-ta-pa-ment, Matapanient River, Matapany River, Matapeneugh River, Mattapanient River, Mattaponie River, Mattapony River y Riviere de Mattapony. El nombre actual y la ortografía de "Mattaponi" fueron establecidos por decisiones oficiales de la Junta de Nombres Geográficos de los Estados Unidos en 1897 y 1936.

## Curso
El río Mattaponi finalmente se eleva como cuatro arroyos en el condado de Spotsylvania, cada uno de los cuales recibe una parte más corta del nombre de Mattaponi:
- El río Mat y el río Ta se unen en el condado de Spotsylvania para formar el río Matta;
- El río Po y el río Ni se unen en el condado de Caroline para formar el río Poni;
- El río Matta y el río Poni se unen en el condado de Caroline para formar el río Mattaponi.

Desde la confluencia de sus afluentes, el Mattaponi fluye generalmente hacia el sureste a través del condado de Caroline, donde recoge el río South en el extremo sur del Área de Manejo de Vida Silvestre de Mattaponi; en su tramo inferior define el límite entre los condados de King William y King and Queen. En West Point, se encuentra con el río Pamunkey para formar el río York.